# 7th Bomb Wing
Le 7th Bomb Wing (7th BW, 7e Escadre de bombardement), est une unité de bombardement stratégique de l'Air Combat Command de l'United States Air Force basée à Dyess Air Force Base près d'Abilene dans le Texas. 

## Historique
Il est en 2019 l'une des deux escadres à disposer de bombardiers Rockwell B-1 Lancer avec 33 appareils à cette date. 
Il passe sous le commandement du Global Strike Command le 1er octobre 2015.
Il est prévu qu'un escadron d'essais et de tests d’armement de B-21 Raider soit mise sur pied dans la seconde moitié des années 2020.